# Sevens Grand Prix Series 2019
El Sevens Grand Prix Series de 2019 fue la decimoctava temporada del circuito de selecciones nacionales masculinas europeas de rugby 7.

## Calendario
| Torneo              | Estadio                   | Ciudad | Fecha                  | Campeón  |
| ------------------- | ------------------------- | ------ | ---------------------- | -------- |
| Seven de Moscú 2019 | Luzhniki Stadium          | Moscú  | 22-23 de junio de 2019 | Francia  |
| Seven de Lodz 2019  | Estadio Municipal de Łódź | Lodz   | 20-21 de julio de 2019 | Alemania |

## Tabla de posiciones
| Pos | País         | RUS | POL | Puntos |
| --- | ------------ | --- | --- | ------ |
| 1   | Alemania     | 14  | 20  | 34     |
| 2   | Francia      | 20  | 12  | 32     |
| 3   | Irlanda      | 18  | 14  | 32     |
| 4   | España       | 10  | 18  | 28     |
| 5   | Italia       | 6   | 16  | 22     |
| 6   | Gales        | 12  | 10  | 22     |
| 7   | Gran Bretaña | 16  | 3   | 19     |
| 8   | Portugal     | 8   | 8   | 16     |
| 9   | Georgia      | 3   | 6   | 9      |
| 10  | Rusia        | 4   | 4   | 8      |
| 11  | Polonia      | 2   | 2   | 4      |
| 12  | Rumania      | 1   | 1   | 2      |

|  | Clasificados al Challenger Series y al Preolímpico Europeo |
|  | Descenso al Trofeo 2020                                    |

| Bandera de Alemania |
| Campeón Alemania    |
| 1º título           |